# Chionaema nigromarginata
Chionaema nigromarginata là một loài bướm đêm thuộc phân họ Arctiinae, họ Erebidae.